# Luci Manli Capitolí Imperiós
Luci Manli Capitolí Imperiós (en llatí: Lucius Manlius A. F. A. N. Capitolinus Imperiosus) va ser un magistrat romà del segle iv aC.
Va ser nomenat pel senat romà dictador clavi figendi causa, l'any 363 aC, en un moment en què s'havia estès una plaga de pesta a Roma. Titus Livi diu que el ritual de presa de possessió obligava a clavar un clau al temple de Júpiter Capitolí en una cerimònia religiosa que comportava un ritual expiatori, potser per combatre la pesta.